# مسجد كامبونج سونغاي بونجا
مسجد كامبونج سونغاي بونجا يقع المسجد في كمطقة كامبونج سونغاي بونجا، والتي تبعد حوالي أربعة عشر كيلومترات من مدينة بندر سري بكاوان عاصمة بروناي .

## البناء
تم البدء في بناء مسجد كامبونج سونغاي بونجا في الخامس والعشرين من شهر يوليو من عام 1996، وتم الانتهاء من أعمال البناء في شهر أكتوبر من عام 1998، وبلغت نفقات التشييد 800،000.00 دولار .

## الافتتاح
افتتح المسجد واستخدم لأول مرة في الرابع عشر من شهر يوليو من عام 1999، بالتزامن مع الذكرى السنوية لميلاد جلالة السلطان سلطان بروناي دار السلام الثالثة والخمسين، وذلك في الخامس عشر من شهر يوليو من عام 1999 .

## استيعاب المسجد
تبلغ قدرة مسجد كامبونج سونغاي بونجا الاستيعابية لحوالي 200 مصلي في وقت واحد.